# Беркути
Бе́ркути (рос. Беркуты) — присілок у Воткінському районі Удмуртії, Росія.
Населення становить 356 осіб (2010, 467 у 2002).
Національний склад (2002):
- росіяни — 80 %

Урбаноніми:
- вулиці — Лісова, Молодіжна, Нова, Праці, Сонячна, Цехова, Ювілейна

В селі працював скляний завод, який використовував місцеву сировину. До нього від Воткінська прокладена залізниця для вивезення продукції.